# Ivan Kolev (1957)
Ivan Venkov Kolev (in bulgaro Иван Венков Колев?; Sofia, 14 luglio 1957) è un allenatore di calcio ed ex calciatore bulgaro, tecnico della Lokomotiv Sofia.

## Carriera

### Giocatore
Nella sua carriera da calciatore ha militato al Lokomotiv Sofia, allo Sliven, all'Akademik Sofia e al Cska Sofia.

### Allenatore
Ha cominciato la propria carriera allenando le giovanili del Levski Sofia. Nel 1987 diventa allenatore dell'Iskar. Nel 1993 firma un contratto con lo Slavia Sofia. Nel 1995 viene ingaggiato dal Dunav Ruse. Nel 1996 firma un contratto con il Kremikovtsi. Nel 1997 diventa assistente della Nazionale Under-19 bulgara. Nel 1998 ne diventa commissario tecnico. Nel 1999 firma un contratto con il Persija. Nel 2000 diventa commissario tecnico della Nazionale Under-21 bulgara. Nel gennaio 2002 viene nominato commissario tecnico della Nazionale indonesiana, con cui partecipa alla Coppa d'Asia 2004. Nel 2004 firma un contratto con la Nazionale birmana. Nel 2006 viene ingaggiato dal Mitra Kukar. Nel 2007, dopo aver allenato il Persipura, viene nominato commissario tecnico della Nazionale indonesiana, con cui partecipa alla Coppa d'Asia 2007. Nel 2008 diventa allenatore della Nazionale Under-21 bulgara. Nel 2010 firma un contratto con lo Sriwijaya. Nel 2012 viene ingaggiato dallo Yangon United. Nel 2014 diventa allenatore dello Slavia Sofia. Il 29 settembre 2016 firma un contratto con il Lokomotiv GO. Il 5 maggio 2017 diventa allenatore del PS TNI.

## Palmarès

### Allenatore

#### Competizioni nazionali
- Campionato birmano: 2

Yangon Utd: 2012, 2013